# Volta a Alemanya 2007
La Volta a Alemanya 2007 va ser 31a edició de la Volta a Alemanya. Es va córrer entre el 10 i el 18 d'agost del 2007. La cursa formava part del calendari UCI ProTour 2007.
El vencedor final fou l'alemany Jens Voigt (Team CSC) per davant de Levi Leipheimer i David López. La classificació dels punts que recaigué en mans d'Erik Zabel, la de la muntanya per Niki Terpstra i la de joves per Robert Gesink. El Team CSC guanyà la classificació per equips.

## Equips participants
Hi prengueren part els 23 equips. 19 equips UCI ProTour (tots menys l'Astana); i quatre equips amb wild-card: el Volksbank-Vorarlberg, el Team Wiesenhof-Felt, el ELK Haus-Simplon i el Skil-Shimano
| Núm.    | Codi | Equip                 |
| ------- | ---- | --------------------- |
| 1-8     | CSC  | Team CSC              |
| 11-18   | GST  | Gerolsteiner          |
| 31-38   | DSC  | Discovery Channel     |
| 41-48   | LAM  | Lampre-Fondital       |
| 51-58   | GCE  | Caisse d'Epargne      |
| 61-68   | TMO  | T-Mobile Team         |
| 71-78   | LIQ  | Liquigas              |
| 81-88   | SDV  | Saunier Duval-Prodir  |
| 91-98   | RAB  | Rabobank              |
| 101-108 | EUS  | Euskaltel-Euskadi     |
| 111-118 | PRL  | Predictor-Lotto       |
| 121-128 | QSI  | Quick Step-Innergetic |

| Núm.    | Codi | Equip                |
| ------- | ---- | -------------------- |
| 131-138 | A2R  | AG2R Prévoyance      |
| 141-148 | MRM  | Team Milram          |
| 151-157 | COF  | Cofidis              |
| 161-168 | C.A  | Crédit Agricole      |
| 171-178 | FDJ  | Française des Jeux   |
| 181-188 | BTL  | Bouygues Télécom     |
| 191-198 | UNI  | Unibet.com           |
| 201-208 | VBG  | Volksbank-Vorarlberg |
| 211-218 | WIE  | Team Wiesenhof-Felt  |
| 221-228 | ELK  | ELK Haus-Simplon     |
| 231-238 | SKS  | Skil-Shimano         |

## Recorregut i etapes
| Et. | Data       | Recorregut                        | Km    | Vencedor d'etapa | Líder de la general |
| 1a  | 10 d'agost | Saarbrücken - Saarbrücken         | 183,7 | Robert Förster   | Robert Förster      |
| 2a  | 11 d'agost | Bretten - Bretten (CRE)           | 42,2  | Team CSC         | Jens Voigt          |
| 3a  | 12 d'agost | Pforzheim - Offenbourg            | 181,8 | Erik Zabel       | Jens Voigt          |
| 4a  | 13 d'agost | Singen - Sonthofen                | 183,8 | Damiano Cunego   | Jens Voigt          |
| 5a  | 5 d'agost  | Sonthofen - Sölden (AUT)          | 157,6 | David López      | Jens Voigt          |
| 6a  | 14 d'agost | Längenfeld (AUT) - Kufstein (AUT) | 175   | Gerald Ciolek    | Jens Voigt          |
| 7a  | 15 d'agost | Kufstein (AUT) - Ratisbona        | 192,2 | Gerald Ciolek    | Jens Voigt          |
| 8a  | 16 d'agost | Fürth - Fürth (CRI)               | 33,1  | Jens Voigt       | Jens Voigt          |
| 9a  | 17 d'agost | Einbeck - Hannover                | 143,1 | Gerald Ciolek    | Jens Voigt          |

## Classificacions finals

### Classificació general
|    | Ciclista             | Equip             | Temps       |
| -- | -------------------- | ----------------- | ----------- |
| 1  | Jens Voigt           | Team CSC          | 30h 57' 21" |
| 2  | Levi Leipheimer      | Discovery Channel | + 1'57"     |
| 3  | David López García   | Caisse d'Epargne  | + 2'10"     |
| 4  | Leonardo Bertagnolli | Liquigas          | + 3'05"     |
| 5  | Robert Gesink        | Rabobank          | + 3'15"     |
| 6  | Chris Anker Sørensen | Team CSC          | + 4'06"     |
| 7  | Maxime Monfort       | Cofidis           | + 5'22"     |
| 8  | Laurens ten Dam      | Unibet.com        | + 5'26"     |
| 9  | Gustav Larsson       | Unibet.com        | + 6'08"     |
| 10 | Davide Rebellin      | Gerolsteiner      | + 6'16"     |

| Pos | Ciclista          | Equip           | Pts |
| --- | ----------------- | --------------- | --- |
| 1   | Erik Zabel        | Team Milram     | 98  |
| 2   | Gerald Ciolek     | T-Mobile Team   | 88  |
| 3   | Danilo Napolitano | Lampre-Fondital | 62  |

| Pos | Ciclista           | Equip            | Pts |
| --- | ------------------ | ---------------- | --- |
| 1   | Niki Terpstra      | Team Milram      | 23  |
| 2   | David López García | Caisse d'Epargne | 15  |
| 3   | Jens Voigt         | Team CSC         | 12  |

| Pos | Ciclista             | Equip    | Pts         |
| --- | -------------------- | -------- | ----------- |
| 1   | Robert Gesink        | Rabobank | 31h 00' 36" |
| 2   | Chris Anker Sørensen | Team CSC | + 51"       |
| 3   | Maxime Monfort       | Cofidis  | + 2'07"     |

| Pos | Equip             | Temps       |
| --- | ----------------- | ----------- |
| 1   | Team CSC          | 93h 02' 25" |
| 2   | Discovery Channel | + 6'23"     |
| 3   | Caisse d'Epargne  | + 6'32"     |